# Lód amorficzny

Diagram fazowy wody w szerokim zakresie ciśnień; ukazane są na nim odmiany stabilne termodynamicznie, do których nie należy lód amorficzny

Lód amorficzny – amorficzna (bezpostaciowa) forma lodu, w której nie występuje struktura krystaliczna.

## Charakterystyka
W warunkach typowo spotykanych na Ziemi woda krzepnie tworząc krystaliczny lód heksagonalny. Istnieją jednak różne metody, które uniemożliwiają krystalizację. Przy bardzo szybkim ochładzaniu ciekłej wody, bądź powolnym osadzaniu pary na bardzo zimnej (<120 K, tj. <−150 °C) powierzchni, cząsteczki wody mogą nie mieć czasu na utworzenie sieci krystalicznej i utrzymany zostaje nieporządek charakterystyczny dla cieczy: woda przechodzi w stan szklisty. Temperatura zeszklenia wody to −137 °C (136 K). Amorficzny lód nie jest stabilny termodynamicznie, jednak w temperaturze ciekłego azotu (−196 °C/77 K) pod normalnym ciśnieniem bezpostaciowy lód jest metastabilny i może istnieć przez czas rzędu miesięcy.

## Odmiany
Różne techniki uzyskiwania bezpostaciowego lodu prowadzą do powstania jego odmian o różnej gęstości, co jest związane z ułożeniem cząsteczek i obecnością pustek w strukturze. Generalnie wyróżniane są trzy odmiany: LDA, HDA i VHDA o odpowiednio niskiej, wysokiej i bardzo wysokiej gęstości.

### LDA
Lód amorficzny o niskiej gęstości (LDA, z ang. low-density amorphous ice) może być otrzymywany z ciekłej wody lub przez ogrzanie lodu HDA tuż powyżej 120 K pod ciśnieniem atmosferycznym. Ma on gęstość 0,94 g/cm³. W 150–160 K następuje przemiana fazowa w krystaliczny lód Ic. Struktura tego lodu nie jest znana, ale przypuszczalnie występują w niej duże, luźne klastry molekuł wody, podobne do postulowanych w przechłodzonej wodzie. Przewodnictwo cieplne tych substancji jest jednak różne, w przypadku LDA przy zmianie parametrów stanu wykazuje zachowanie bardziej podobne do substancji krystalicznej.

### HDA
Lód amorficzny o wysokiej gęstości (HDA, z ang. high-density amorphous ice) może być otrzymywany przez poddanie niskociśnieniowych odmian lodu (Ih, Ic, XI, LDA) działaniu wysokiego ciśnienia w niskiej temperaturze (~100 K). Ma on gęstość 1,17 g/cm³. Struktura tego lodu nie jest znana, ale dane obserwacyjne nie przeczą modelowi lodu złożonego głównie ze „zgniecionych” klastrów cząsteczek wody. Model ten wyjaśnia trudność odtworzenia struktury lodu LDA z HDA w niskich temperaturach (~77 K), podczas gdy przemiana w przeciwnym kierunku (LDA→HDA) jest łatwa. Poprzez wyżarzanie w 0,2 GPa wytworzono jego stabilniejszą formę, e-HDA (expanded HDA; 1,13 g/cm³, 0,1 MPa). Forma ta po ogrzaniu do ~170 K w 100 MPa krystalizuje, tworząc lód IX o uporządkowanych wiązaniach wodorowych. Przy ogrzewaniu od 100 K w ciśnieniu 0,2 GPa, około 140 K przechodzi on w ultralepką, wysoce przechłodzoną ciecz, zanim skrystalizuje w lód-IX.

### VHDA
Lód amorficzny o bardzo wysokiej gęstości (VHDA, z ang. very-high density amorphous ice) może być otrzymywany przez izobaryczne ogrzewanie lodu HDA od 77 do 160 K w ciśnieniu 1,15 GPa. Ma on gęstość 1,25 g/cm³ w 0,1 MPa. Odmiana ta wykazuje większy stopień uporządkowania niż HDA. Lód VHDA ogrzewany w ciśnieniu od 0,3 do 2 GPa krystalizuje, tworząc różne odmiany lodu (zależnie od ciśnienia), ale wyłącznie te charakteryzujące się brakiem uporządkowania wiązań wodorowych.

## Występowanie
Ze względu na warunki panujące w przestrzeni kosmicznej poza linią śniegu, para wodna kondensująca na zimnych ziarnach skalnych przypuszczalnie tworzy lód amorficzny. Komety krążące daleko od swoich macierzystych gwiazd mogą zawierać duże ilości lodu bezpostaciowego i dopiero gdy trafiają one na orbity o peryheliach bliższych gwiazdy, ulega on krystalizacji. Jest to proces egzoenergetyczny, który może przebiegać w sposób eksplozywny po przekroczeniu temperatury −120 °C (153 K), co odpowiada zbliżeniu się komety do Słońca na odległość 5,5 au lub mniejszą. Jest to możliwe wyjaśnienie obserwowanych rozbłysków komet; zjawisko to może mieć duże znaczenie dla komet jednopojawieniowych, natomiast dla komet krótkookresowych efekt jest znacznie słabszy, ze względu na wcześniejszą krystalizację zewnętrznych warstw.